# ARCHline.XP
ARCHline.XP je BIM/CAD program razvijen od strane mađarske kompanije CadLine i namenjen je inženjerima arhitekture, prostornim planerima, građevinskim inženjerima i geometrima.
Razvoj programa ARCHline.XP je počeo 1991. godine. Prva verzija je razvijena za potrebe rekonstrukcije postojećih zgrada, prvenstveno u Italiji, koja je jedno od CadLine-ovih najvećih tržišta, sa preko 10,000 prodatih licenci. Vremenom, ARCHline je prerastao u kompletan CAD/BIM alat namenjen izradi projekatne dokumentacije – od izrade idejnih rešenja, modeliranja konstrukcija, fotorealistične vizuelizacije, izrade urbanističkih planova, preko elaborata rekonstrukcija i fotogrametrije do izrade predmera i predračuna.

## Osnove rada
Program ARCHline.XP omogućava svojim korisnicima da kreiraju "virtuelnu zgradu", sa svim potrebnim delovima - od temelja do krovne konstrukcije.
Projekat u ARCHline.XP-u ima hijerarhijsku organizaciju. Osnovna jedinica je zgrada, Zgrada se sastoji od spratova, a spratovi predstavljaju skup elemata - greda, stubova, ploča, zidova, vrata, prozora... Svaki od tih elemenata su parametarski objekti, koje korisnik uređuje i podešava po sopstvenim potrebama (definiše dimenzije svakog elementa, materijale, načine iscrtavanja, debljina i tipova linija, šrafura u preseku, mogućnost dodele željenom lejeru, kao i davanje cene po jediničnoj meri elementa).
ARCHline.XP omogućava korisnicima rad u 2D i u 3D. Korisnički interfejs je organizovan tako da korisnik pri radu u 2D prozoru uvek može da ima pregled izmena 3D modela i obrnuto. Osnove, preseci i izgledi se generišu iz 3D modela i automatski osvežavaju pri promenama.
Aktuelna verzija je ARCHline.XP 2009.

## Dodatne mogućnosti
može da izvozi i uvozi datoteke u DWG, DXF, DWF, 3DS formatu, a modele može da izveze u ATL, OBJ, C4D, EPIX format i da ih uveze modele iz programa SkethcUP i internet biblioteke Google 3D Warehouse.
ARCHline.XP poseduje module za kolibraciju rasterskih slika, konverziju rasterskih slika u vektorske, kao i mogućnost fotogrametrije.
Modul Tilling omogućava slobodno kreiranje pločica, sa definisanjem oblika i dimenzija pločica, njihovog rasporeda i širine fuga između njih.
ARCHline.XP koristi LightWorks Rendering Engine 8.0 napravljen od strane kompanije LightWork Design, koji sadrži Ray-tracing, Bump Mapping, Radiosity i Global Illumination tehnologije, čime je omogućena izrada fotorealističnih scena.

## Verzije programa
postoji u 5 verzija, koje se razlikuju po integrisanim modulima:

## Platforma i vrste licenci
je dostupan za Microsoft Windows operativne sisteme.
CadLine nudi ARCHline.XP 2009 u tri licencne verzije:
- Komercijalna verzija - ova verzija je zaštićena registracionim brojem, aktivacionim borjem i hardveskim ključem.
- Edukativna/školska verzija - ova verzija je zaštićena registracionim brojem, aktivacionim brojem, koji se mogu zatražiti preko adrese . Edukativna verzija je vremenski ograničena.
- Probna verzija - ova verzija je u potpunosti funkcionalna 30 dana, uz ograničenje u formatu papira i veličini rendera.

## Istorija verzija
- 1999 -
- 2000 -
- 2002 -
- 2004 -
- 2005 -
- 2006 -
- 2007 -
- 2008 -
- 2009 -

## Spoljašnje veze
- - sajt proizvođača